# Anjos Dominações

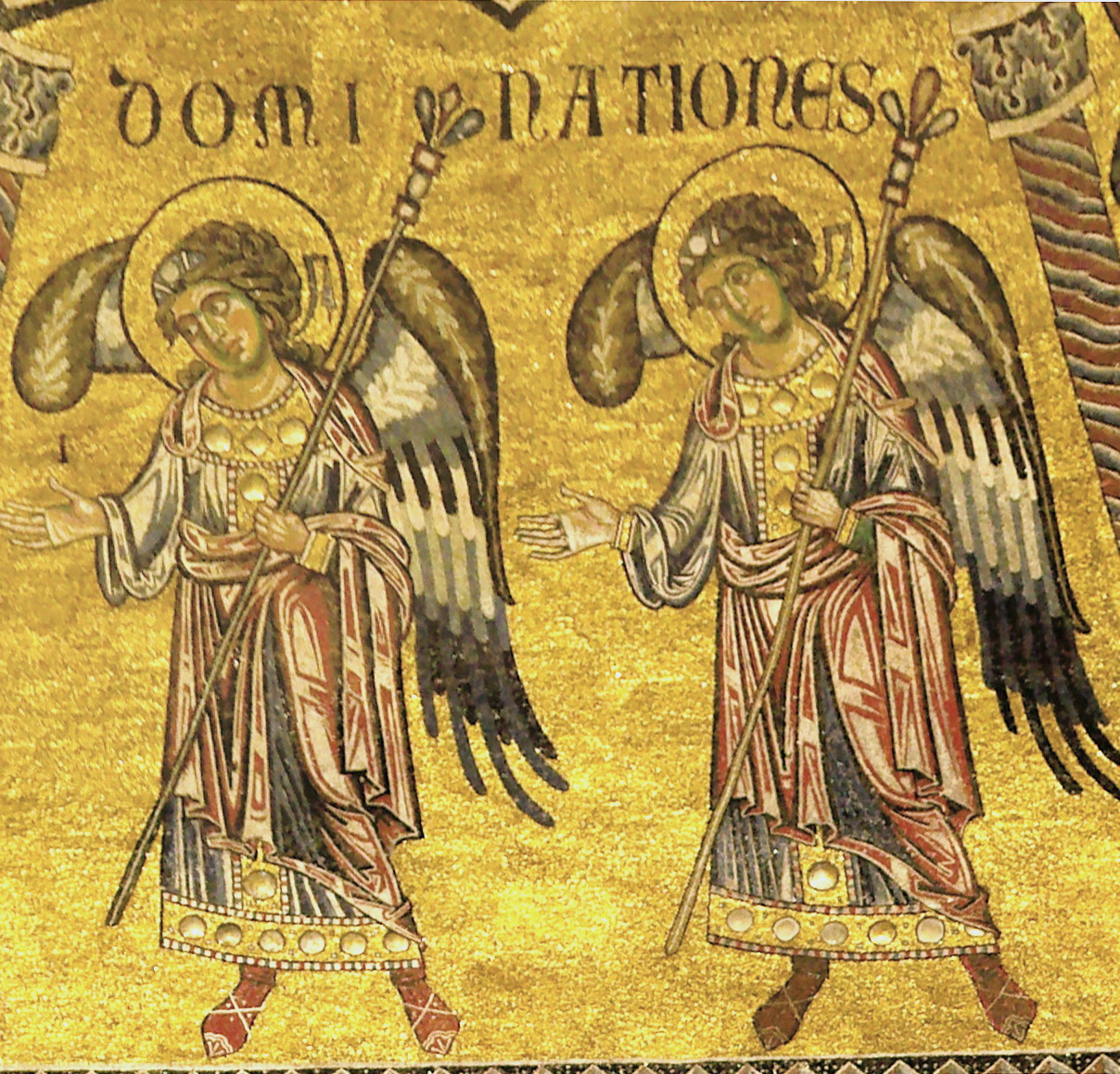
Ícone dos Anjos Dominações

As Dominações segundo os teólogos: Santo Tomás de Aquino e Pseudo-Dionísio Areopagita são umas dos noves tipos de anjos, eles são encarregados de dominar os anjos das outras classes celestiais segundo a vontade de Deus e distribuem aos anjos inferiores suas funções e seus ministérios.

## Segundo Pseudo-Dionísio

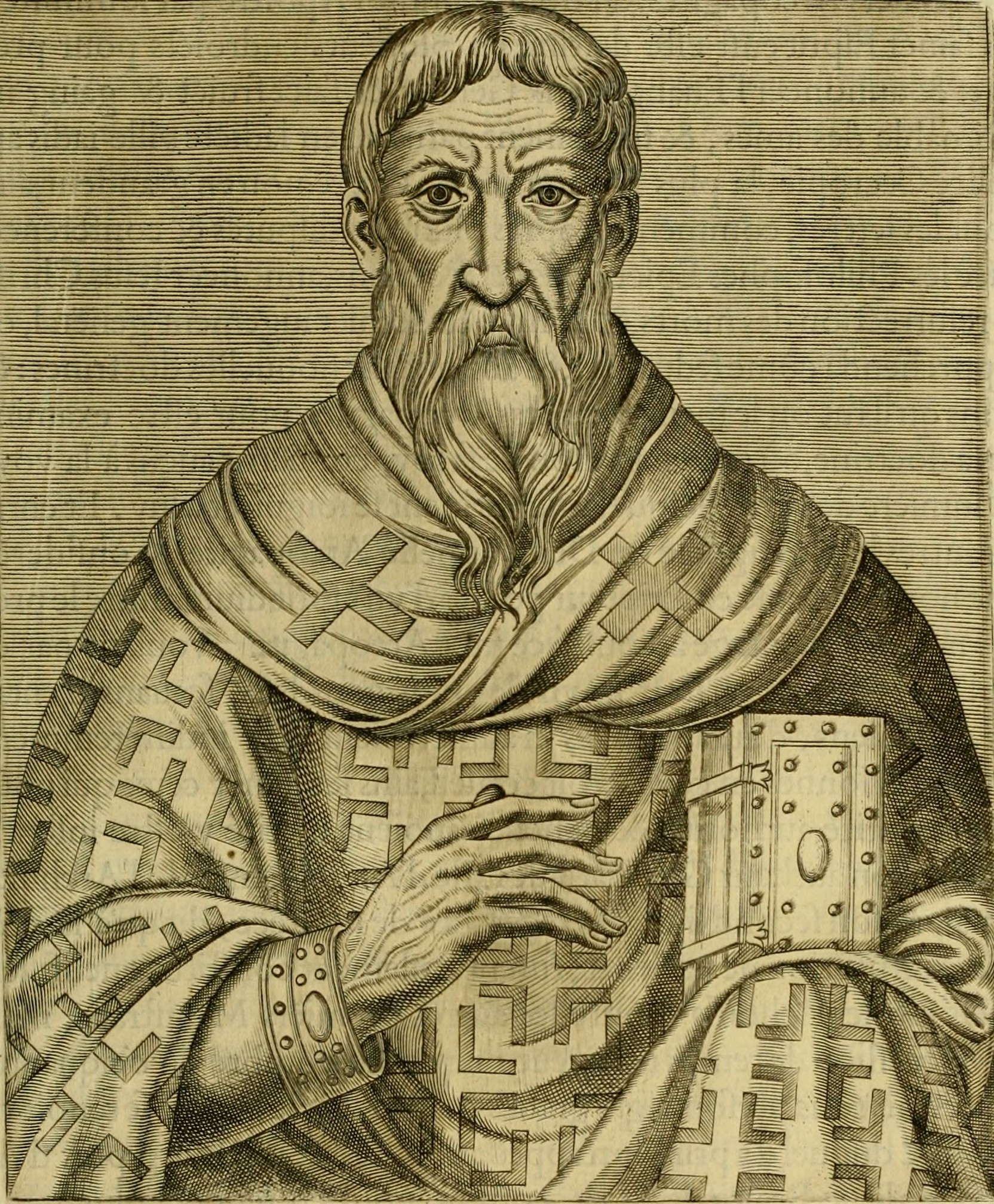
Ícone de Pseudo-Dionísio

Na Obra Hierarquia Angelical no Capítulo 8, Pseudo-Dionísio escreve:
Assim, caracteristicamente, o nome das santas Dominações expressa, acreditamos, certa anagogia franca e livre de toda baixa sujeição, rumo à sublimidade, uma dominação inacessível a qualquer dissimilitude tirânica em sua austera liberdade, acima de qualquer vil servidão, fora de qualquer abjeção, longe de qualquer anomalia, incessantemente ávida pela dominação verdadeira, a arquidominação, segundo a qual ela se molda em sua tendência ao bem. Ela e tudo o que está abaixo dela, completamente voltada, não para vãs aparências, mas para o próprio ser, admitido a participar, em razão de sua capacidade, sem nenhuma interrupção, da deiformidade da arquidominação.
Santo Tomás de Aquino confirma essa hierarquia na sua obra Suma Teológica na questão 108.

## Na Bíblia

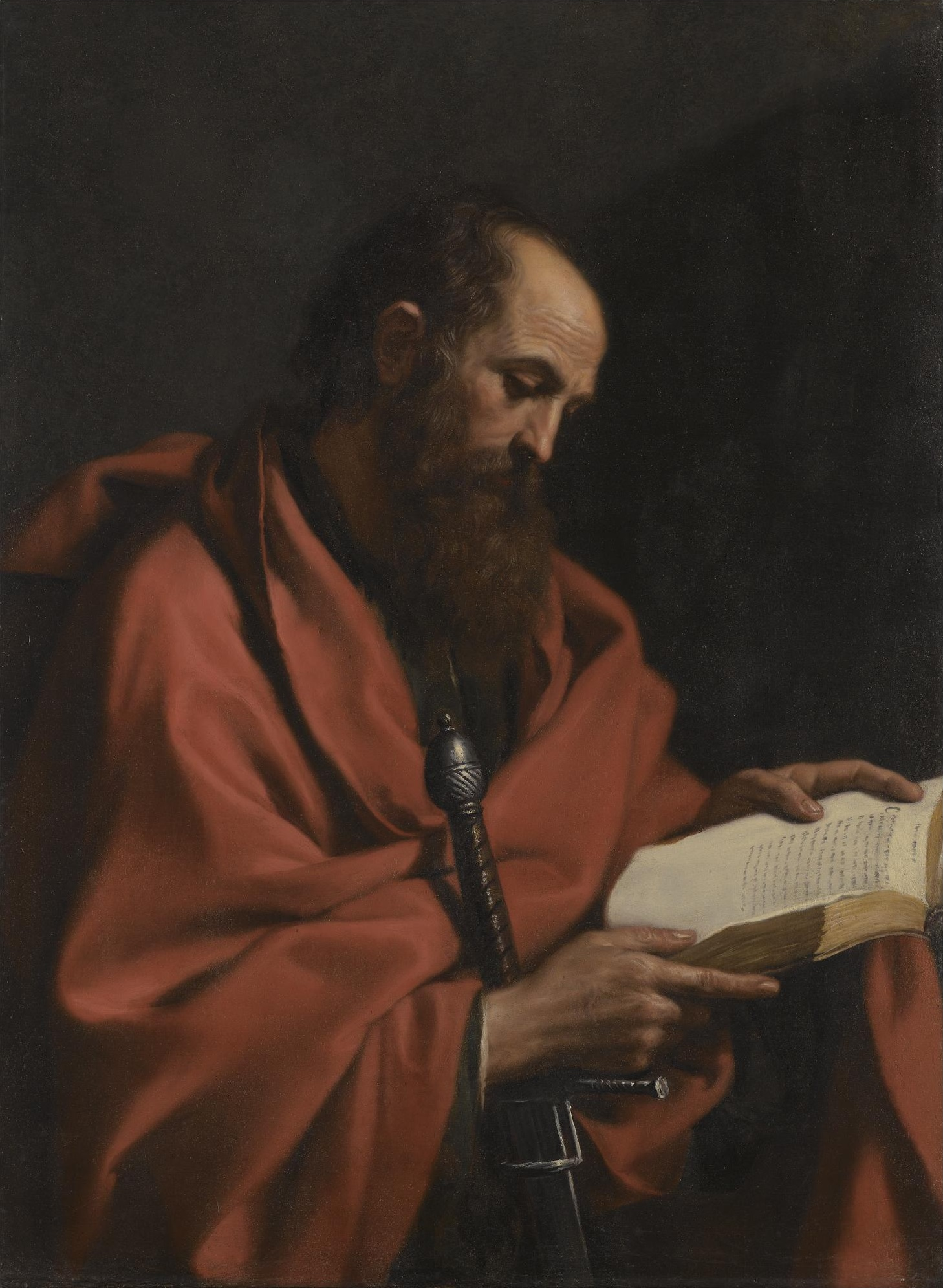
São Paulo por Giovanni Francesco Barbieri

A inspiração de Pseudo-Dionísio foram diversas passagens no novo testamento como:
Efésios 1:20-21:
Ele manifestou na pessoa de Cristo, ressuscitando-o dos mortos e fazendo-o sentar à sua direita no céu,acima de todo principado, potestade, virtude, dominação e de todo nome que possa haver neste mundo como no futuro.
Colossenses 1:16:
Nele foram criadas todas as coisas nos céus e na terra, as criaturas visíveis e as invisíveis. Tronos, dominações, principados, potestades: tudo foi criado por ele e para ele.